# Marc René de Voyer de Paulmy d'Argenson (1652-1721)
 (mai 2010).
Si vous disposez d'ouvrages ou d'articles de référence ou si vous connaissez des sites web de qualité traitant du thème abordé ici, merci de compléter l'article en donnant les références utiles à sa vérifiabilité et en les liant à la section « Notes et références ».
Pour les articles homonymes, voir Marc-René d'Argenson.
Marc-René de Voyer de Paulmy, 1er marquis d'Argenson est un homme d'État français, né à Venise le 4 novembre 1652 et mort à Paris le 8 mai 1721. Il fut ministre d'État et lieutenant général de police pendant vingt-et-un ans de 1697 à 1718. Il fut ensuite garde des Sceaux du 28 janvier 1718 au 7 juin 1720 et dirigeant du Conseil de finances de janvier 1718 à 1720.

## Biographie
Marc-René de Voyer de Paulmy d'Argenson naquit à Venise où son père était ambassadeur du roi Louis XIV. Il est le fils de René de Voyer d'Argenson et de Marguerite Houlier de La Poyade. Selon la tradition, il fut déclaré filleul de la république de Venise, ce qui lui valut de porter le prénom de Marc en plus du prénom familial de René.

### Un serviteur de l'État
Il est ministre d'État et lieutenant général de police pendant vingt-et-un ans de 1697 à 1718. Son nom est indéfectiblement attaché à l'institution de la lieutenance générale de police, qu'il a très largement renforcée, notamment en créant le corps des inspecteurs de police en 1708 et en développant la surveillance des lieux publics, des hôtels et des chambres garnies.
Il combat les jansénistes et, en 1709, expulse les religieuses de Port-Royal des Champs.
Il est garde des Sceaux du 28 janvier 1718 au 7 juin 1720. Il devient garde des sceaux en profitant de l'éviction du chancelier d'Aguesseau. De même, il reçoit la « direction et administration principale des finances » alors que le duc de Noailles démissionne de la présidence du Conseil de finances, qui avait été mis en place par le Régent dans le cadre de la polysynodie. D'Argenson s'emploie à faire du Conseil de finances une coquille vide, en centralisant les décisions financières.
Il expérimente une dîme royale, dans les élections de Niort, où elle est bien accueillie, La Rochelle et Cognac, où les privilégiés la repoussent vigoureusement et obtiennent l’appui du peuple. Il s'efforce en vain de prévenir la faillite du système de Law, mais ayant reconnu l'inutilité de ses efforts, il démissionne de ses fonctions en 1720. Le contrôle général des finances est alors rétabli au profit de John Law.
Saint-Simon l'a peint avec « une figure effrayante, qui retraçait celle des trois juges des enfers, et s'égayant de tout avec supériorité d'esprit ».
Son buste par Guillaume Coustou, est au musée du château de Versailles.

### Membre de l'Académie française
Membre honoraire de l’Académie des sciences (1716) et de l’Académie des inscriptions et belles-lettres, il est élu en 1718 à l'Académie française, au fauteuil numéro 1. Il fréquenta assidûment le salon de Mme de Tencin dont il fut très proche.

### Mariage et descendance
Il épouse à Paris, paroisse Saint Nicolas des champs, le 14 janvier 1693 Marguerite Lefebvre de Caumartin, fille de Louis François Lefebvre de Caumartin, seigneur d'Argouges, conseiller au Parlement de Paris, conseiller d'État, maître des requêtes, et de Catherine Madeleine de Verthamon. Elle appartient à une ancienne famille de la Noblesse de Robe. De ce mariage, sont issus :
- Marie Catherine de Voyer de Paulmy d'Argenson (1693-1735), mariée en 1715 avec Thomas Le Gendre de Collandres, seigneur de Collandres, Gaillefontaine, maréchal des camps et armées du Roi, commandeur de l'ordre royal et militaire de Saint Louis (1673-1738), dont postérité. Leur petit-fils Armand Marc de Montmorin de Saint Herem fut ambassadeur puis ministre du Roi Louis XVI ;
- René Louis de Voyer de Paulmy, 2e marquis d'Argenson (1694-1757), marié en 1718 avec Marie Madeleine Françoise Méliand (1704-1781), dont postérité ;
- Marc Pierre de Voyer de Paulmy, comte d'Argenson (1696-1764), marié en 1719 avec Anne Larcher (1706-1764), dont postérité.

#### Portrait littéraire
- Alexandre Dumas en brosse un portrait dans Chroniques de la Régence, Paris, éd. C. Schopp, Vuibert, 2013, p. 151-153.